# Jahada
Jahada – gaun wikas samiti w zachodniej części Nepalu w strefie Lumbini w dystrykcie Nawalparasi. Według nepalskiego spisu powszechnego z 2001 roku liczył on 1483 gospodarstw domowych i 8122 mieszkańców (4089 kobiet i 4033 mężczyzn).